# Lucida follia
Lucida follia (Heller Wahn) è un film del 1983 diretto da Margarethe von Trotta.